# Marco Ponti
Marco Ponti (Avigliana, 25 luglio 1967) è un regista, sceneggiatore e drammaturgo italiano.

## Biografia
Laureato in Lettere moderne all'Università degli Studi di Torino, si è specializzato in Tecniche della narrazione alla Scuola Holden, luogo in cui tiene saltuariamente corsi di Narrazione cinematografica. Dopo aver scritto e diretto alcuni cortometraggi, nel 2001 realizza il suo lungometraggio di debutto, Santa Maradona, che è stato uno dei grandi successi italiani dell'anno. Interpretato tra gli altri da Stefano Accorsi, Libero De Rienzo, Anita Caprioli e Mandala Tayde, ha vinto due David di Donatello nel 2002, il Ciak d'oro 2002 e, sempre nello stesso anno, i premi come Miglior Attore e FIPRESCI al Festival Internazionale di Mar del Plata (Argentina). Il film è stato prodotto da Harold, Rai Cinema e Mikado, e distribuito da Mikado. La popolarità del film ha superato ampiamente i confini nazionali, con una partecipazione a rassegne e festival in tutto il mondo e una diffusione televisiva molto ampia: dall'Argentina a Cuba, dalla Germania (dove il film è stato doppiato e curiosamente ribattezzato Rote karte fur die liebe, ovvero Cartellino rosso per l'amore) alla Francia.
Nel 2004 il regista dirige un nuovo film (di cui ha scritto anche la sceneggiatura, pubblicata da Marsilio Editori), A/R Andata + Ritorno, interpretato da Libero De Rienzo, Vanessa Incontrada, Kabir Bedi e, tra gli altri, il cantante torinese Mao. Accanto all'attività di regista, Marco Ponti ha collaborato alla stesura di alcune sceneggiature. Dopo il credito di "collaborazione ai dialoghi" per il film Se fossi in te di Giulio Manfredonia (2001), Ponti scrive assieme a Lucia Moisio il film L'uomo perfetto (2005), interpretato da Riccardo Scamarcio e Francesca Inaudi, per il quale riceve una candidatura ai Nastri d'argento 2006. Scrive poi Cardiofitness con Fabio Tagliavia, poi elaborato nuovamente assieme a Lucia Moisio e a Barbara Frandino, allestendo un cast formato da Nicoletta Romanoff, Sarah Felberbaum e Giulia Bevilacqua, produzione Rai Cinema e Palomar. Il film è uscito nel giugno 2007.
Per il teatro, Ponti ha collaborato per alcuni anni con Il Gruppo della Rocca/Teatro Stabile di Torino, curando la scrittura di una serie di spettacoli intitolati Tentativo di esaurire un luogo non parigino, ispirati a Georges Perec e interpretati da Michele di Mauro e Andrea Zalone (1997-1999). Assieme a Pietro Deandrea traduce e adatta alcuni testi teatrali: nel 2005 il Romeo e Giulietta shakespeariano per la regia di Gabriele Vacis, nel 2012 lo spettacolo inglese Ho battuto Berlusconi! (Beating Berlusconi) di John Graham Davies, pubblicato da 66thand2nd e nel 2013 i tre atti unici che compongono Almost an Evening di Ethan Coen, celeberrimo sceneggiatore e regista statunitense, in corso di pubblicazione presso Einaudi.
Per la televisione Ponti ha curato la regia in diretta dello spettacolo Novecento, scritto da Alessandro Baricco e interpretato da Arnoldo Foà (Tele+, 2003). Ha inoltre collaborato con il regista Lucio Pellegrini nello sviluppo della serie televisiva La strana coppia, remake della serie americana degli anni sessanta ispirata alla commedia di Neil Simon. Interpretata dalla celebre coppia Luca Bizzarri e Paolo Kessisoglu, la serie è andata in onda su Italia 1 nel 2007. Un nuovo impegno come regista è il film-documentario La Luna di giorno - Un ritratto in movimento, girato a Los Angeles nell'estate 2007 e dedicato al cantante Jovanotti. Il film, trasmesso in anteprima su LA7 l'11 gennaio 2008, e successivamente su MTV Italia, è stato distribuito assieme all'edizione speciale del disco di Jovanotti, Safari, dal 18 gennaio seguente.
Nel febbraio 2008, Marco Ponti dirige il suo primo videoclip musicale: quello della canzone Il mondo che vorrei di Vasco Rossi, primo singolo dell'omonimo album del rocker di Zocca. La produzione è curata dalla Wonderland Entertainment. La collaborazione con Jovanotti prosegue nella primavera-estate 2008 con il film Nessuna ombra intorno, dedicato alla tournée del cantante esibitosi in Italia con lo spettacolo Safari. Nel 2012 co-scrive e dirige il suo terzo lungometraggio, Passione sinistra, con Alessandro Preziosi, Eva Riccobono, Vinicio Marchioni e Valentina Lodovini. Il film è uscito nelle sale il 18 aprile 2013; per questo film Eva Riccobono ha vinto il Ciak D'Oro ed è stata candidata ai Nastri d'Argento come migliore attrice non protagonista.
Ad aprile 2014 viene pubblicato il fumetto Un appartamento a Torino, sceneggiato dallo stesso Ponti e disegnato da Cristiano Spadavecchia, disegnatore per Sergio Bonelli Editore nonché autore di stoyboard per il cinema, compresi gli ultimi film di Ponti. Il fumetto raccoglie e riprende i personaggi della serie a fumetti 25 m² - 1 appartamento a Torino che i due avevano già pubblicato a puntate sul magazine Extratorino e successivamente sul loro profilo Facebook.
Nel giugno 2014 viene trasmesso su Canale 5 il film Ti amo troppo per dirtelo, scritto e diretto da Ponti e interpretato da Jasmine Trinca, Francesco Scianna e Carolina Crescentini. Nel 2015 è la volta del quarto lungometraggio, Io che amo solo te tratto dall'omonimo romanzo best seller di Luca Bianchini, con Riccardo Scamarcio, Laura Chiatti, Michele Placido, Maria Pia Calzone, Luciana Littizzetto, Eugenio Franceschini. Il film raggiunge il numero uno al primo weekend di uscita. L'anno successivo esce La cena di Natale, con lo stesso cast. Il film raggiunge il numero due al primo weekend di uscita. Nel 2018 è regista e sceneggiatore di Una vita spericolata.
Il 9 gennaio 2024, a un anno dalla morte di Gianluca Vialli, viene pubblicato il libro Le cose importanti con diversi racconti dell'ex calciatore raccolti da Marco Ponti e Pierdomenico Baccalario durante le riprese de La bella stagione, il film documentario realizzato dallo stesso Ponti nel 2022; il ricavato sosterrà la Fondazione Vialli e Mauro per il progetto "MOMALS" (monitoraggio e analisi multi-omica della SLA) dei Centri Clinici NeMO di Milano e Arenzano.

## Filmografia

### Regista
- Amsterdam (1999), cortometraggio
- Santa Maradona (2001)
- A/R Andata + Ritorno (2004)
- Passione sinistra (2013)
- Ti amo troppo per dirtelo (2014), film TV
- Io che amo solo te (2015)
- La cena di Natale (2016)
- Una vita spericolata (2018)
- La bella stagione (2022), documentario

#### Video musicali
- Quando le canzoni finiranno (Emma, 2016)
- Ti vorrei sollevare (Elisa con Giuliano Sangiorgi, 2009)
- Punto (Jovanotti con Sérgio Mendes, 2009)
- Il mondo che vorrei (Vasco Rossi, 2008)

### Sceneggiatore
- Blue(s) (cortometraggio, 1997)
- Benvenuto in San Salvario (cortometraggio, 1998)
- Amsterdam (cortometraggio, 1999)
- Kissing Paul Newman (cortometraggio, 2001)
- Se fossi in te (2001)
- Santa Maradona (2001)
- Playgirl (cortometraggio, 2002)
- A/R Andata + Ritorno (2004)
- L'uomo perfetto (2005)
- Cardiofitness (2007)
- La strana coppia (serie TV, 2007)
- Ti amo troppo per dirtelo (film TV, 2014)
- Passione sinistra (2013)
- Io che amo solo te (2015)
- La cena di Natale (2016)
- Nessuno come noi (2018)
- Dorothy (cortometraggio, 2018)
- Una vita spericolata (2018)
- La bella stagione (2022)

### Documentari
- La luna di giorno, con Jovanotti (2008)
- Nessuna ombra intorno - Safari Live 2008, con Jovanotti (2008)
- Tempo di Guerra (2018)
- Eravamo schiavi (2019)

## Premi e riconoscimenti
- David di Donatello per il miglior regista esordiente 2002
- Ciak d'oro per la migliore opera prima 2002[2]

## Opere
- Gianluca Vialli, Marco Ponti, Pierdomenico Baccalario, Le cose importanti, Mondadori, 2024, ISBN 978-88-047-8608-5